# Marimar Vega
María del Mar Vega Sisto (Cidade do México, 14 de agosto de 1983), mais conhecida como Marimar Vega, é uma atriz mexicana. É irmã da atriz Zuria Vega.

## Filmografia

### Televisão
| Ano        | Título                         | Papel | Notas |
| ---------- | ------------------------------ | --- | ----- |
| 2004       | Soñarás                        | Susana |       |
| 2005       | Los Sánchez                    | Pilar Manzini |       |
| 2007       | Mientras haya vida             | Georgina "Gina" Montero |       |
| 2009       | Eternamente tuya               | Sara Castelán |       |
| 2011       | Emperatriz                     | Elisa Mendoza del Real |       |
| 2012       | Amor cautivo                   | Alejandra Santa Cruz |       |
| 2013- 2014 | Las trampas del deseo          | Aura Luján |       |
| 2016       | Silvana sin lana               | Stella |       |
| 2019       | El juego de las llaves         | Gabriela "Gaby" Albarrán |       |
| 2019       | Destillando al corazón         | Fernanda Ruiz de Santamaría / Lucrécia Ruiz de Cárdenas |       |
| 2020       | De barras,nada                 | Esther Duarte |       |
| 2021       | Cecilia                        | |       |
| 2023       | Dr.Lúcia um dom extraordinário | Dr.Lúcia |       |
| 2023       | Pacto De silêncio              | Martina Robles Filmes 2008 - Violanchelo - Ingrid 2009 - Ana e Daniel - Ana 2010 - Te apresento a Laura - Chica Libros 2012 - Los Amorosos, Historias de la Hermosa Vida -Ruth 2013 - Ciudadano Buelna - Luisa Sarria 2013 - No sé si cortarme las venas o dejármelas largas - Andrea 2014 - Amor dos meus amores - Ana 2015 - el Cumple de la abuela - Ana 2015 - Sitiados - Isabel de Bastidas 2016 - Treintona, Soltera y Fantástica - Camila 2018 - La boda de Valentina - Valentina 2019 - O testamento da Vó - Ana 2020 - The Great Artist - Perry 2021 - El Ascensor - Ana 2021 - Single Mother by Choice - Lorena |       |